# Laboratoire conception de produits et innovation
Le Laboratoire conception de produits et innovation (LCPI) repose les équipes de recherche en processus de conception et innovation du centre de Paris d'Arts et Métiers ParisTech.
Le laboratoire est une composante de l'institut Carnot « ARTS » et regroupe plus de 30 personnes. Il a été créé en 1978 et est reconnu internationalement pour son interdisciplinarité.
Le laboratoire est également spécialisé dans l'accompagnement de l'innovation et permet aux inventeurs de développer leur produit sur les plans technique et commercial.

## Axes de recherches et d'enseignement
Les thèmes de recherche du laboratoire sont principalement axés autour des sujets suivants :
- Optimisation des processus de conception et d'innovation
- Ingénierie de conception
- Management et aide au pilotage

## Installations et équipement
Le LCPI est installé dans une halle de 3 000 m2.

## Localisations
- Arts et Métiers ParisTech, centre d'enseignement et de recherche de Paris